# محمد بن علي العباسي
أبو الخَلائف الإمام أبُو عَبدِ الله مُحَمَّد الكامِل بن عليُّ بن عَبدِ الله بن العَبَّاس بن عَبدَ المُطَّلِب الهاشِميُّ القُرَشيُّ (51 هـ - 125 هـ)، مُؤسس الدَّعوة العبَّاسيَّة وأول أئمَّتها، وأول من دعى أن يكون الملك في بني العباس، في عهده انتشرت الدعوة لتبلغ العراق وخراسان واتخذ من الحميمة مركزًا له ومقامًا لعيشه حيث قطنها هو وأبناءه إبراهيم وأبو العباس السفاح وأبو جعفر المنصور.

## نسبه ومولده وأولاده
هو : محمد بن علي بن عبد الله بن عباس بن عبد المطلب بن هاشم بن عبد مناف بن قصي بن كلاب بن مرة بن كعب بن لؤي بن غالب بن فهر بن مالك بن النضر بن كنانة بن خزيمة بن مدركة بن إلياس بن مضر بن نزار بن معد بن عدنان
- أمه : العالية بنت عبيد الله بن العباس بن عبد المطَّلب

### ولادته
قيل أنه ولد في خِلافة معاوية بن أبي سفيان وقيل في آواخر خلافة عبد الملك بن مروان

### أولاده
له من الولد :
- إبراهيم بن محمد، أمه أم ولد بربريَّة
- عبد الله الأكبر بن محمد (أبو جعفر المنصور)، أمه أم ولد سلامة بنت بشير البربريَّة
- عبد الله الأصغر بن محمد (أبو العباس السفاح)، أمه ريطة بنت عبيد الله الحارثية
- داود بن محمد، أمه ريطة بنت عبيد الله الحارثية
- عبيد الله بن محمد، أمه ريطة بنت عبيد الله الحارثية
- يحيى بن محمد، أمه أم الحكم بنت عبد الله الهاشمية القرشية
- موسى بن محمد، أمه أم ولد (جارية)
- العباس بن محمد، أمه أم ولد (جارية)
- إسماعيل بن محمد، أمه أم ولد (جارية)
- يعقوب بن محمد، أمه أم ولد (جارية)
- لبابة بنت محمد، أمها أم ولد (جارية)
- العالية بنت محمد، أمها أم الحكم بنت عبد الله الهاشمية القرشية

## الدعوة العباسية
هو صاحب الدعوة العباسية أيام الدولة الأموية، وقد أنبأه بالدعوة أبو هاشم عبد الله بن محمد بن علي بن أبي طالب أن تكون الخلافة لآل بيت النبوة فبدأ بها، وحين مات خلفه ابنه إبراهيم بن محمد، ولكن حينما علم الخليفة الأموي الأخير مروان بن محمد بأمره ومكانه فقبض عليه ثم سجنه حتى توفي بالسجن. وخلفه أخوه أبو العباس السفاح وجهر بالدعوة لأول مرة وأسس الدولة العباسية وظفر بالخلافة.
كان محمد بن علي عالمًا زاهدًا انتقل إلى قرية الحميمة بالأردن للعلم والعبادة، وبدأ بالدعوة هناك. كان له في الحميمة خمسمئة شجرة يصلي تحت كل شجرة ركعتين. علّم أبناءه العلم والعبادة، وكان في جبهته أثر السجود فلقب بالسجاد (وهو غير السجاد زين العابدين علي بن الحسين). كان بينه وبين أبيه بالعمر أربعة عشر سنة ونصف، فكان الناس لا يفرقون بينه وبين أبيه، إلى أن صبغ لحيته بالحناء وصبغ أبوه لحيته بالسواد.

## وفاته
توفي سنة 125 هـ وله من العمر 72 سنة وخلفه ابنه إبراهيم بالدعوة العباسية.